# Glanslungmossa
Glanslungmossa (Reboulia hemisphaerica) är en bladmossart som först beskrevs av Carl von Linné, och fick sitt nu gällande namn av Giuseppe Raddi. Glanslungmossa ingår i släktet Reboulia och familjen Aytoniaceae. Enligt den finländska rödlistan är arten nära hotad i Finland. Arten är reproducerande i Sverige. Artens livsmiljö är kalkstensklippor och kalkbrott. Inga underarter finns listade i Catalogue of Life.